# Coleophora spiraeella
Coleophora spiraeella là một loài bướm đêm thuộc họ Coleophoridae. Nó được tìm thấy ở miền trung và Southern châu Âu.
Sải cánh dài 9–12 mm.
Ấu trùng ăn Spiraea salicifolia và Ulmaria palustris.